# Walmart
Walmart Inc. (prije Wal-Mart Stores, Inc.) američka je multinacionalna maloprodajna korporacija koja upravlja lancem hipermarketa (koji se nazivaju i „supercentri”), diskontnih robnih kuća i prodavaonica mješovitom robom u Sjedinjenim Državama, sa sjedištem u Bentonvilleu u Arkansasu. Tvrtku su osnovala braća Sam i James Walton u obližnjem Rogersu u Arkansasu 1962. Također, posjeduje i upravlja maloprodajnim skladištima Sam's Cluba.
Od 31. listopada 2022. Walmart ima 10 586 trgovina i klubova u 24 zemlje, koji posluju pod 46 različitih imena. Tvrtka posluje pod imenom „Walmart” u Sjedinjenim Državama i Kanadi, kao „Walmart de México y Centroamérica” u Meksiku i Srednjoj Americi te kao „Flipkart Wholesale” u Indiji. Ima poslovanje u Čileu i većinski udio u „Massmartu” u Južnoj Africi. Od kolovoza 2018. Walmart je držao samo manjinski udio u „Walmartu Brasil”, koji je u kolovozu 2019. preimenovan u „Grupo Big”, s 20 posto dionica kompanije, a privatna kapitalna tvrtka „Advent International” drži 80% vlasništva nad kompanijom. Na kraju su prodali svoje udjele u „Grupo Big” francuskom trgovcu na malo Carrefouru, u transakciji vrijednoj 7 milijardi R$ i završenoj 7. lipnja 2022.[nedostaje izvor]
Walmart je najveća svjetska kompanija po prihodima, prema popisu „Fortune Global 500” u listopadu 2022. U veljači 2023. Walmart je objavio da je njegov ukupni prihod u 2023. iznosio 611,3 milijarde dolara. Walmart je također najveći privatni poslodavac na svijetu s 2,2 milijuna zaposlenih. To je javna tvrtka u obiteljskom vlasništvu, budući da tvrtku kontrolira obitelj Walton. Nasljednici Sama Waltona posjeduju više od 50 % Walmarta kroz svoju holding kompaniju „Walton Enterprises” i svoje pojedinačne udjele. Walmart je bio najveći trgovac mješovitom robom u Sjedinjenim Državama u 2019., a 65 posto Walmartove prodaje u vrijednosti od 510,329 milijardi dolara došlo je iz operacija u SAD-u.[nedostaje izvor]
Walmart je uvršten na burzu u New Yorku 1972. Do 1988. bio je najprofitabilniji trgovac na malo u SAD-u, a do listopada 1989. postao je najveći u pogledu prihoda. Tvrtka je izvorno bila zemljopisno ograničena na jug i donji srednji zapad SAD-a, ali je početkom 1990-ih imala trgovine od jedne do druge obale SAD-a. Sam's Club otvoren je u New Jerseyju u studenom 1989., a prvo prodajno mjesto u Kaliforniji otvoreno je u Lancasteru u srpnju 1990. Walmart u Yorku, Pennsylvania, otvoren je u listopadu 1990., kao prva glavna trgovina na sjeveroistoku.
Walmartova ulaganja izvan SAD-a dala su različite rezultate. Njegovo poslovanje i podružnice u: Kanadi, Ujedinjenom Kraljevstvu (ASDA), Srednjoj Americi, Južnoj Americi i Kini su uspješni, ali su njegovi pothvati propali u: Njemačkoj, Japanu, Južnoj Koreji, Brazilu i Argentini.[nedostaje izvor]